# Dietmar Steiner
Dietmar Steiner (Wels, 31 de diciembre de 1951-Viena, 15 de mayo de 2020) fue un arquitecto, historiador de arte y de arquitectura austriaco.

## Biografía
Steiner estudió Arquitectura en la Academia de Bellas Artes de Viena y fue profesor de Historia y Teoría de la arquitectura en la Universidad de Artes Aplicadas de Viena. Dirigió el Architekturzentrum Wien (Centro de Arquitectura de Viena) entre 1993 y 2016. En el año 2002 fue comisario del proyecto de Austria en la Bienal de Arquitectura de Venecia. Fue miembro del comité consultivo para el Premio de Arquitectura Contemporánea de la Unión Europea – Premio Mies van der Rohe, así como presidente de la Confederación Internacional de Museos de Arquitectura (ICAM). Entre sus otras actividades cabe destacar su larga trayectoria como redactor para la revista italiana Domus y los numerosos artículos que ha publicado sobre la arquitectura y el desarrollo urbano. Steiner fue miembro del jurado del Premio Europeo del Espacio Público Urbano desde 2002 hasta 2016.
Falleció a los sesenta y ocho años el 15 de mayo de 2020.